# Nian

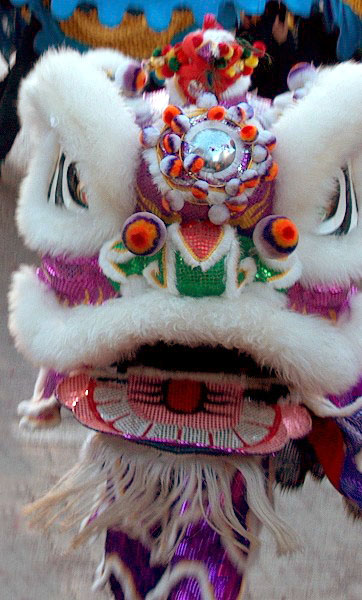
Bailarín disfrazado de Nian.

En la mitología china, Nian (en chino, 年兽; pinyin, nián shòu) es una bestia que habita bajo el mar y que sale de su escondite al inicio de la primavera para atacar a la gente, en especial a los niños. La palabra china para año se basa en la llegada de este ser. Un dicho del Año Nuevo Chino, guo nian (Tradicional: 過年, Simplificado: 过年) significa el paso de la bestia. Se cree que vive bajo el mar. Él viene para atacar a la gente a la vez que el año nuevo. La tradición china de decorar con rojo, lanzar petardos y las danzas del león con ruidosos platillos y gongs es hecha, en realidad, para asustar a esta bestia.

## Galería de imágenes

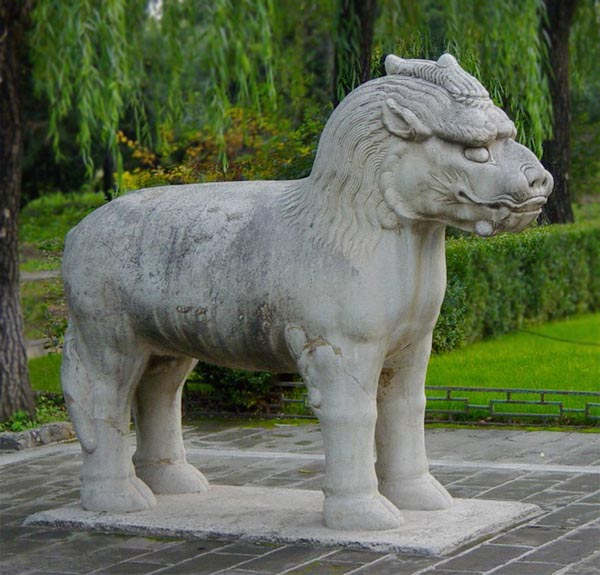
Estilo de Nian sureño con aspecto de león, unicornio y buey.

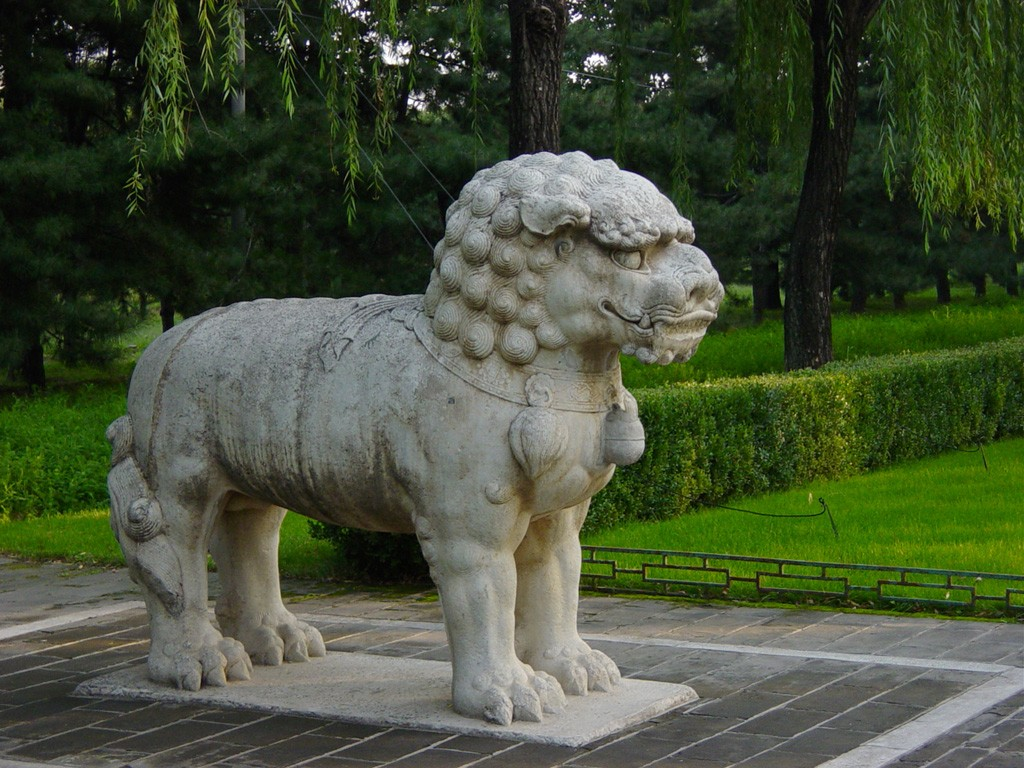
Estilo de Nian norteño en una tumba de la dinastía Ming.